# Municipalità di Venezia

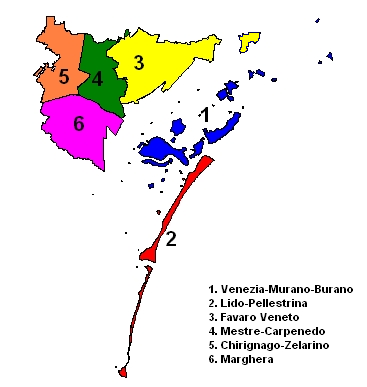

Nella città di Venezia le circoscrizioni amministrative del Comune prendono il nome di municipalità.

## Descrizione
Lo statuto comunale le definisce come segue:

In sede di approvazione del bilancio di previsione il Consiglio comunale assegna alla Municipalità le risorse necessarie all'espletamento delle funzioni e attività individuate col criterio di cui al comma precedente.»
(Statuto del Comune di Venezia, art.22, comma 1.)
Le municipalità (dal 21/04/2005, D.C.C. n°37 del 7 febbraio 2005) sono le 6 seguenti nate per accorpamento degli ex 13 quartieri (dal 1997 al 2005):
- Venezia-Murano-Burano (altrimenti detta Venezia insulare[2]) (60.198 ab.) comprendente gli ex quartieri di
  - 1 S.Marco-Castello-Sant'Elena-Cannaregio
  - 2 Dorsoduro-S.Polo-S.Croce-Giudecca-Sacca Fisola,
  - 5 Murano-S.Erasmo,
  - 6 Burano-Mazzorbo-Torcello;
- Lido-Pellestrina (altrimenti detta Venezia litorale[2]) (20.183 ab.) comprendente gli ex quartieri di
  - 3 Lido-Malamocco-Alberoni,
  - 4 Pellestrina-S.Pietro in Volta;
- Favaro Veneto (23.873 ab.)  comprendente l'ex quartiere di
  - 8 Favaro;
- Mestre-Carpenedo (altrimenti detta Mestre centro[2]) (89.373 ab.) comprendente gli ex quartieri di
  - 9 Carpenedo-Bissuola,
  - 10 Mestre Centro
- Chirignago-Zelarino (39.083 ab.) comprendente gli ex quartieri di
  - 11 Cipressina-Zelarino-Trivignano,
  - 12 Chirignago-Gazzera;
- Marghera (28.645 ab.) comprendente l'ex quartiere di
  - 13 Marghera-Catene-Malcontenta

Gli ex 13 quartieri (dal 1997 al 2005) a loro volta risultarono dalla fusione dei 18 consigli di quartiere storici (fino al 1997):
- 1 - San Marco - Castello - S. Elena
- 2 - Cannaregio
- 3 - Dorsoduro - S. Croce - S. Polo
- 4 - Giudecca - Sacca Fisola
- 5 - Lido - Malamocco - Alberoni
- 6 - Pellestrina - S. Pietro in Volta
- 7 - Murano
- 8 - Burano
- 9 - Cavallino - Treporti (comune indipendente dal 1999)
- 10 - Favaro Veneto
- 11 - Carpenedo - Bissuola
- 12 - Terraglio
- 13 - S. Lorenzo - XXV Aprile
- 14 - Cipressina - Zelarino - Trivignano
- 15 - Piave 1866
- 16 - Chirignago - Gazzera
- 17 - Marghera - Catene
- 18 - Malcontenta (condivisa con il comune di Mira)